# Bruno Feillet
Bruno Ann-Marie Feillet (ur. 16 listopada 1959 w Bordeaux) – francuski duchowny katolicki, biskup Sées od 2021.

## Życiorys

### Prezbiterat
Święcenia kapłańskie otrzymał 1 października 1988 i został inkardynowany do archidiecezji Cambrai. Pracował głównie jako duszpasterz w parafiach miasta Valenciennes. W latach 1998–2006 był wykładowcą seminarium w Lille.

### Episkopat
28 czerwca 2013 papież Franciszek mianował go biskupem pomocniczym archidiecezji Reims, ze stolicą tytularną Gaudiaba. Skary biskupiej udzielił mu 22 września 2013 metropolita Reims - arcybiskup Thierry Jordan.
17 lipca 2021 został mianowany biskupem ordynariuszem diecezji Sées. Ingres do katedry w Sées odbył 19 września 2021.